# Ana Karina Olaya
Ana Karina Olaya, född 13 september 2002 är en volleybollspelare (högerspiker).
Olaya spelar med Colombias landslag och har med dem tagit silver vid sydamerikanska mästerskapen 2019 och 2021. Hon spelade också i VM 2022. Hon har spelat med klubbar i Colombia och Portugal.